# Трагедія Макбета (фільм, 2021)
«Трагедія Макбета» (англ. The Tragedy of Macbeth) — фільм, знятий Джоелом Коеном за власним сценарієм на основі однойменної трагедії Вільяма Шекспіра. Це перший фільм, знятий одним із братів Коенів без участі іншого. У фільмі зіграли Дензел Вашингтон, Френсіс МакДорманд (яка також є продюсером фільму), Берті Карвел, Алекс Гесселл, Корі Гокінс, Гаррі Меллінг, Кетрін Гантер і Брендан Ґлісон.
Фільм отримав схвалення критиків за режисуру, операторську роботу та гру Вашингтона, Гессела та Гантера. За виконання головної ролі Вашингтон був номінований на премію «Оскар», «Золотий глобус», «Вибір критиків» і премію Гільдії кіноакторів за найкращу чоловічу роль.

## Сюжет
Три відьми пророкують високопоставленому шотландському дворянину лорду Макбету сходження на трон. Він планує узурпувати королівську владу за всяку ціну.

## В ролях
- Дензел Вашингтон — лорд Макбет
- Френсіс Мак-Дорманд — леді Макбет
- Брендан Ґлісон — король Дункан
- Корі Гокінс — Макдуф
- Гаррі Меллінг — Малькольм
- Мозес Інґрам — леді Макдуф
- Ральф Айнесон — капітан
- Кетрін Гантер — відьми
- Браян Томпсон — вбивця
- Стівен Рут — вантажник

## Виробництво
У березні 2019 року було оголошено, що Джоел Коен має стати сценаристом і режисером нового погляд на п’єсу Вільяма Шекспіра. Спочатку Скотт Рудін збирався продюсувати, а А24 дистриб'ютором. Дензел Вашингтон і Френсіс МакДорманд зіграють головні ролі. У листопаді Брендан Ґлісон і Корі Гокінс почали переговори про приєднання до акторського складу. Обидва були підтверджені в січні 2020 року разом із додаванням до акторського складу Мозеса Інґрама, Гаррі Меллінга та Ральфа Айнесона.
Фільмування розпочалися в Лос-Анджелесі з оператором Бруно Дельбоннелем 7 лютого 2020 року. Щоб надати фільму вигляд «відокремленого від реальності», він був повністю знятий на звукових майданчиках. 26 березня 2020 року було оголошено, що знімання були припинені через пандемію COVID-19. Виробництво було відновлено 23 липня 2020 року і завершено 31 липня 2020 року. У квітні 2021 року Рудін пішов з посади продюсера після звинувачень у зловживанні.
Музику до фільму написав Картер Бервелл, який уже співпрацював з Коенами. Допомагав композитору передати ідею звучання в народному стилі з невідомих країн, відзначений нагородами скрипаль Тім Фейн.
Фільм представлений у чорно-білому кольорі зі співвідношенням сторін 1.19:1, що нагадує німецьких режисерів-експресіоністів, таких як Ф. В. Мурнау та Фріц Ланг.